# Odersbach
Odersbach ist ein Stadtteil von Weilburg im mittelhessischen Landkreis Limburg-Weilburg.

## Geographie
Odersbach liegt auf einer Höhe von 168 m ü. NHN nahe der Kernstadt auf der Westerwaldseite der Lahn. Die Gemarkung der ehemaligen Gemeinde Odersbach grenzt im Norden an Waldhausen, im Osten an Weilburg, im Süden durch eine Fußgängerbrücke über die Lahn an Kirschhofen, im Südwesten an Wirbelau sowie im Westen an Gaudernbach und Hasselbach.

## Geschichte

### Ortsgeschichte
Erwähnt wird im Jahr 881 Odinesbach als Bachname in einer Urkunde des Klosters Prüm. Die älteste bekannte schriftliche Erwähnung der Siedlung Odersbach erfolgte unter dem Namen Odenspach im Jahr 1324. Im Jahr 1355 wird von Weinbergen bei Odersbach berichtet.
Frühere Erwerbsquellen waren neben der Landwirtschaft die Arbeit im nahen Basalt-Steinbruch Steinbühl und ab dem Jahr 1843 in der Roteisenstein-Grube Erhaltung.
In Odersbach befindet sich ein Fachwerkhaus aus dem Jahr 1586.
Hessische Gebietsreform (1970–1977)
Zum 31. Dezember 1970 fusionierten im Zuge der Gebietsreform in Hessen die bis dahin selbstständigen Gemeinden Ahausen, Bermbach, Drommershausen, Gaudernbach, Hasselbach, Hirschhausen, Kirschhofen, Odersbach und Waldhausen und die Stadt Weilburg auf freiwilliger Basis zur erweiterten Stadt Weilburg. Dadurch wurde Odersbach ein Stadtteil von Weilburg.
Für die ehemals eigenständigen Gemeinden sowie für die Kernstadt wurde je ein Ortsbezirk mit Ortsbeirat und Ortsvorsteher nach der Hessischen Gemeindeordnung gebildet.

### Verwaltungsgeschichte im Überblick
Die folgende Liste zeigt die Staaten bzw. Herrschaftsgebiete und deren untergeordnete Verwaltungseinheiten, in denen Odersbach lag:
- bis 1806: Heiliges Römisches Reich, Fürstentum Nassau-Weilburg, Amt Löhnberg
- ab 1806: Herzogtum Nassau, Amt Weilburg
- ab 1815: Deutscher Bund, Herzogtum Nassau, Amt Weilburg
- ab 1849: Deutscher Bund, Herzogtum Nassau, Kreisamt Hadamar
- ab 1854: Deutscher Bund, Herzogtum Nassau, Amt Weilburg
- ab 1867: Norddeutscher Bund, Königreich Preußen, Provinz Hessen-Nassau, Regierungsbezirk Wiesbaden, Oberlahnkreis
- ab 1871: Deutsches Reich, Königreich Preußen, Provinz Hessen-Nassau, Regierungsbezirk Wiesbaden, Oberlahnkreis
- ab 1918: Deutsches Reich, Freistaat Preußen, Provinz Hessen-Nassau, Regierungsbezirk Wiesbaden, Oberlahnkreis
- ab 1944: Deutsches Reich, Freistaat Preußen, Provinz Nassau, Oberlahnkreis
- ab 1945: Amerikanische Besatzungszone, Groß-Hessen, Regierungsbezirk Wiesbaden, Oberlahnkreis
- ab 1946: Amerikanische Besatzungszone, Land Hessen, Regierungsbezirk Wiesbaden, Oberlahnkreis
- ab 1949: Bundesrepublik Deutschland, Land Hessen, Regierungsbezirk Wiesbaden, Oberlahnkreis
- ab 1968: Bundesrepublik Deutschland, Land Hessen, Regierungsbezirk Darmstadt, Oberlahnkreis
- ab 1971: Bundesrepublik Deutschland, Land Hessen, Regierungsbezirk Darmstadt, Oberlahnkreis, Stadt Weilburg[Anm. 1]
- ab 1974: Bundesrepublik Deutschland, Land Hessen, Regierungsbezirk Darmstadt, Landkreis Limburg-Weilburg, Stadt Weilburg
- ab 1981: Bundesrepublik Deutschland, Land Hessen, Regierungsbezirk Gießen, Landkreis Limburg-Weilburg, Stadt Weilburg

### Bevölkerung
Einwohnerentwicklung
| Odersbach: Einwohnerzahlen von 1834 bis 2020 | Odersbach: Einwohnerzahlen von 1834 bis 2020 | Odersbach: Einwohnerzahlen von 1834 bis 2020 | Odersbach: Einwohnerzahlen von 1834 bis 2020 | Odersbach: Einwohnerzahlen von 1834 bis 2020 |
| --- | -------------------------------------------- | -------------------------------------------- | -------------------------------------------- | -------------------------------------------- |
| Jahr |                                              |                                              |                                              | Einwohner                                    |
| 1834 | 1834                                         |                                              | 456                                          | 456                                          |
| 1840 | 1840                                         |                                              | 451                                          | 451                                          |
| 1846 | 1846                                         |                                              | 499                                          | 499                                          |
| 1852 | 1852                                         |                                              | 477                                          | 477                                          |
| 1858 | 1858                                         |                                              | 507                                          | 507                                          |
| 1864 | 1864                                         |                                              | 509                                          | 509                                          |
| 1871 | 1871                                         |                                              | 556                                          | 556                                          |
| 1875 | 1875                                         |                                              | 580                                          | 580                                          |
| 1885 | 1885                                         |                                              | 596                                          | 596                                          |
| 1895 | 1895                                         |                                              | 573                                          | 573                                          |
| 1905 | 1905                                         |                                              | 642                                          | 642                                          |
| 1910 | 1910                                         |                                              | 684                                          | 684                                          |
| 1925 | 1925                                         |                                              | 732                                          | 732                                          |
| 1939 | 1939                                         |                                              | 831                                          | 831                                          |
| 1946 | 1946                                         |                                              | 951                                          | 951                                          |
| 1950 | 1950                                         |                                              | 951                                          | 951                                          |
| 1956 | 1956                                         |                                              | 992                                          | 992                                          |
| 1961 | 1961                                         |                                              | 1.038                                        | 1.038                                        |
| 1967 | 1967                                         |                                              | 1.104                                        | 1.104                                        |
| 1970 | 1970                                         |                                              | 1.138                                        | 1.138                                        |
| 1980 | 1980                                         |                                              | ?                                            | ?                                            |
| 1990 | 1990                                         |                                              | ?                                            | ?                                            |
| 2000 | 2000                                         |                                              | ?                                            | ?                                            |
| 2011 | 2011                                         |                                              | 1.029                                        | 1.029                                        |
| 2016 | 2016                                         |                                              | 1.110                                        | 1.110                                        |
| 2020 | 2020                                         |                                              | 984                                          | 984                                          |
| Datenquelle: Historisches Gemeindeverzeichnis für Hessen: Die Bevölkerung der Gemeinden 1834 bis 1967. Wiesbaden: Hessisches Statistisches Landesamt, 1968. Weitere Quellen: LAGIS; Stadt Weilburg; Zensus 2011 |                                              |                                              |                                              |                                              |

Einwohnerstruktur 2011
Nach den Erhebungen des Zensus 2011 lebten am Stichtag dem 9. Mai 2011 in Odersbach 1029 Einwohner. Darunter waren 21 (2,0 %) Ausländer. Nach dem Lebensalter waren 147 Einwohner unter 18 Jahren, 387 zwischen 18 und 49, 225 zwischen 50 und 64 und 273 Einwohner waren älter. Die Einwohner lebten in 159 Haushalten. Davon waren 138 Singlehaushalte, 147 Paare ohne Kinder und 129 Paare mit Kindern, sowie 39 Alleinerziehende und 9 Wohngemeinschaften. In 135 Haushalten lebten ausschließlich Senioren und in 267 Haushaltungen lebten keine Senioren.
Religionszugehörigkeit
| • 1885: | 592 evangelische (= 99,33 %), 4 katholische (= 0,67 %) Einwohner    |
| • 1961: | 859 evangelische (= 82,76 %), 165 katholische (= 15,90 %) Einwohner |

## Politik
Die Kommunalwahlen in Hessen lieferten folgendes Ergebnis bei der Zusammensetzung des Ortsbeirats von Odersbach:
| Parteien und Wählergemeinschaften | Parteien und Wählergemeinschaften           | % 2021 | Sitze 2021 | % 2016 | Sitze 2016 | % 2011 | Sitze 2011 | % 2006 | Sitze 2006 |
| CDU                               | Christlich Demokratische Union Deutschlands | 24,6   | 1          | 13,0   | 1          | 13,6   | 1          |        | 1          |
| SPD                               | Sozialdemokratische Partei Deutschlands     | 43,8   | 2          | 44,3   | 2          | 47,8   | 2          |        | 3          |
| GRÜNE                             | Bündnis 90/Die Grünen                       | 31,6   | 2          | 15,0   | 1          | 12,5   | 1          |        | 0          |
| FWG                               | Freie Wählergemeinschaft                    | -      | -          | 27,7   | 1          | 26,0   | 1          |        | 1          |
| Gesamt                            | Gesamt                                      | 100    | 5          | 100    | 5          | 100,0  | 5          | 100,0  | 5          |
| Wahlbeteiligung in %              | Wahlbeteiligung in %                        | 52,1   | 52,1       | 55,6   | 55,6       | 55,9   | 55,9       |        |            |

Nach den Kommunalwahlen in Hessen 2021 wurde Heinz-Jürgen Deuster (Grüne) zum Ortsvorsteher von Odersbach gewählt.

## Kultur und Sehenswürdigkeiten

### Kulturdenkmäler
Siehe Liste der Kulturdenkmäler in Odersbach.

### Vereine
Auf Ortsebene bestehen die Vereine BvD-Ortsgruppe Odersbach, SPD-Ortsbezirk Odersbach, die Evangelische Frauenhilfe Odersbach, die Freiwillige Feuerwehr Odersbach e. V., seit 1934 (einschl. Jugendfeuerwehr, seit 17. Dezember 1984), Judo-Club Odersbach, Männergesangverein „Frohsinn“ Odersbach, Sportverein SV 1960 Odersbach e. V, VdK-Ortsgruppe Odersbach sowie der Kur- und Verkehrsverein Odersbach e. V. Im August 2011 gründete sich der Förderverein Freibad Odersbach e. V. mit dem Ziel den Fortbestand des städtischen Freibades in Odersbach zu sichern.

## Infrastruktur
Die Jugendherberge Weilburg und ein Jugendwaldheim der Schutzgemeinschaft Deutscher Wald liegen oberhalb des Ortes. Direkt an der Lahn ist der vom Odersbacher Kur- und Verkehrsverein betriebene Campingplatz. Durch eine Brücke für Fußgänger über die Lahn ist Odersbach mit dem Stadtteil Kirschhofen verbunden.
In Odersbach sorgt die Freiwillige Feuerwehr Odersbach, gegr. 1934 (einschl. Jugendfeuerwehr, gegr. 17. Dezember 1984), für den abwehrenden Brandschutz und die allgemeine Hilfe. Seit einigen Jahren wird der Brandschutz allerdings durch die Freiwillige Feuerwehr Waldhausen aufrechterhalten, da es in Odersbach keine eigene Einsatzabteilung mehr gibt. Es besteht eine Städtische Kindertagesstätte „Fizzli Puzzlis“ in Odersbach.
Es bestehen das Bürgerhaus in der Albert-Schweitzer-Straße, ein Sportplatz, Grillhütte, Kinderspielplätze, ein kleines Freibad sowie Wanderwege und ein Jugendraum.

## Persönlichkeiten
- Richard Hoin (1879–1944), Politiker (SPD) und Opfer des Nationalsozialismus
- Benno von Heynitz (1924–2010), Gegner der SED-Diktatur und Gründungsvorsitzender des Bautzen-Komitees